# Azerowie

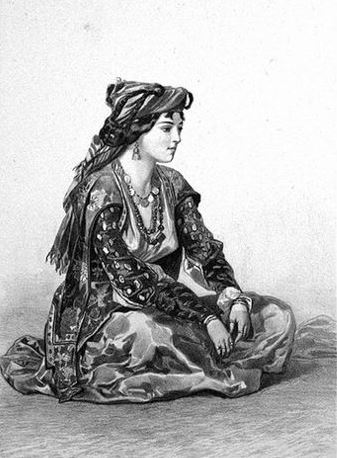
Azerka z Baku, 1847

Azerowie, Azerbejdżanie (azer. Azərbaycanlılar آذربایجانلیلار, Azərbaycan türkləri ترکهای آذربایجانی, türklər ترکها) – naród turecki zamieszkujący głównie północno-zachodni Iran oraz Azerbejdżan, a także – w znacznie mniejszych skupiskach – Rosję (obecnie, ze względu na emigrację, ponad 1 milion, głównie w największych miastach), Gruzję oraz kilka państw Bliskiego Wschodu. W sumie liczy on ok. 35 mln osób (2000), choć według nieoficjalnych szacunków nawet 45 milionów (2006). Wyznają głównie islam szyicki (85%) i sunnicki (15%). Azerowie są jednym z najmniej religijnych narodów muzułmańskich.

## Pochodzenie
Azerowie są potomkami plemion tureckich, które w XI wieku zmieszały się z zamieszkującą tereny dzisiejszego Azerbejdżanu i północno-zachodniego Iranu ludnością indoeuropejską, kaukaską i semicką. Genetycznie są mieszanką ludów kaukaskich, indoeuropejskich i tureckich. Posługują się językiem azerskim, blisko spokrewnionym z tureckim.

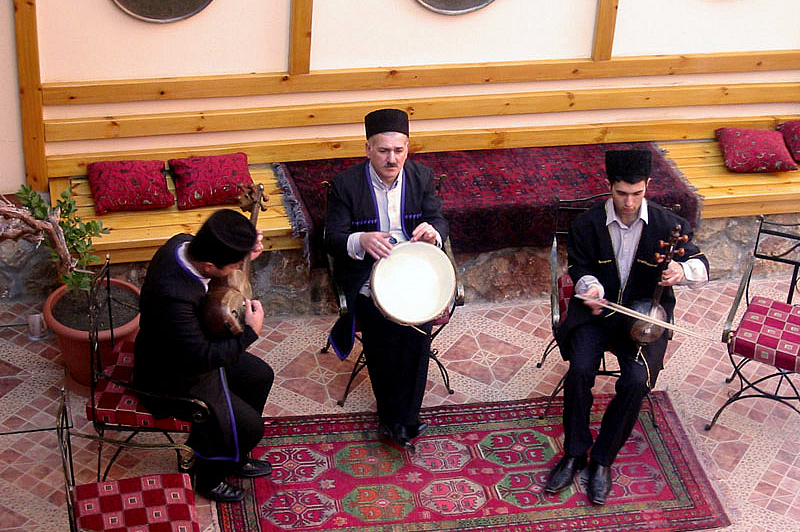
Azerscy muzycy

## Liczebność i rozmieszczenie
Azerowie zwarcie zamieszkują głównie północno-zachodni Iran (ostany: Azerbejdżan Wschodni i Azerbejdżan Zachodni) i Republikę Azerbejdżanu oraz w mniejszym stopniu południową Gruzję (głównie Dolną Kartlię, gdzie stanowiąc 45,1% populacji są najliczniejszą grupą etniczną), południowy Dagestan (gdzie stanowią 4,5%, będąc szóstą grupą etniczną) oraz wschodnie krańce Turcji przy granicy z Armenią (stanowią większość w mieście Iğdır). Niegdyś zamieszkiwali też tereny obecnej Armenii (10% populacji Armeńskiej SRR w 1939), jednakże po wybuchu konfliktu zbrojnego o Górski Karabach w większości ją opuścili. Według szacunków Wysokiego Komisarza Narodów Zjednoczonych do spraw Uchodźców Armenię zamieszkuje wciąż od 30 do kilkuset Azerów. W efekcie migracji w czasach komunizmu znacząco wzrosła natomiast populacja azerska w bardziej odległych krajach dawnego ZSRR: w Rosji, Kazachstanie, na Ukrainie, w Turkmenistanie, Uzbekistanie i Kirgistanie. Od dziesięcioleci Azerowie emigrują także do Europy Zachodniej. Początkowo wyjeżdżali głównie Azerowie tureccy (m.in. wraz z falą emigracji tureckiej do Niemiec Zachodnich) i irańscy. Po upadku żelaznej kurtyny wzrosła emigracja z Kaukazu, zwłaszcza z Górskiego Karabachu.
Współcześnie Azerowie są drugim pod względem liczebności narodem tureckim po Turkach, plasując się przed Uzbekami.
Historyczna populacja Azerów w poszczególnych republikach radzieckich na podstawie radzieckich spisów ludności:
|                    | 1926              | 1939              | 1959              | 1970              | 1979              | 1989              |
| ------------------ | ----------------- | ----------------- | ----------------- | ----------------- | ----------------- | ----------------- |
| Azerbejdżańska SRR | 1.437.977 (62,1%) | 1.870.471 (58,4%) | 2.494.381 (67,5%) | 3.776.778 (73,8%) | 4.708.832 (78,1%) | 5.804.980 (82,7%) |
| Gruzińska SRR      | 137.921 (5,2%)    | 188.058 (5,3%)    | 153.600 (3,8%)    | 217.758 (4,6%)    | 255.678 (5,1%)    | 307.556 (5,7%)    |
| Armeńska SRR       | 76.870 (8,7%)     | 130.896 (10,2%)   | 107.748 (6,1%)    | 148.189 (5,9%)    | 160.841 (5,3%)    | 84.860 (2,6%)     |
| Rosyjska FSRR      | 24.335 (0,03%)    | 43.014 (0,04%)    | 70.947 (0,06%)    | 95.689 (0,07%)    | 152.421 (0,11%)   | 335.889 (0,23%)   |
| Kazachska SRR      | 20 (0,0%)         | 12.996 (0,2%)     | 38.362 (0,4%)     | 56.166 (0,4%)     | 73.345 (0,5%)     | 90.083 (0,5%)     |
| Uzbecka SRR        | 20.764 (0,4%)     | 3.645 (0,1%)      | 40.511 (0,5%)     | 40.431 (0,3%)     | 59.779 (0,4%)     | 44.410 (0,2%)     |
| Turkmeńska SRR     | 4.229 (0,4%)      | 7.442 (0,6%)      | 12.868 (0,8%)     | 16.775 (0,8%)     | 23.548 (0,9%)     | 33.365 (0,9%)     |
| Kirgiska SRR       | 3.631 (0,4%)      | 7.724 (0,5%)      | 10.428 (0,5%)     | 12.536 (0,4%)     | 17.207 (0,5%)     | 15.775 (0,4%)     |
| Ukraińska SRR      | b/d               | b/d               | 6.680 (0,0%)      | 10.769 (0,0%)     | 17.235 (0,0%)     | 36.961 (0,1%)     |
| Białoruska SRR     | b/d               | b/d               | 1.402 (0,0%)      | 1.335 (0,0%)      | 2.654 (0,0%)      | 5.009 (0,1%)      |

### Rozmieszczenie Azerów w przeszłości i współcześnie

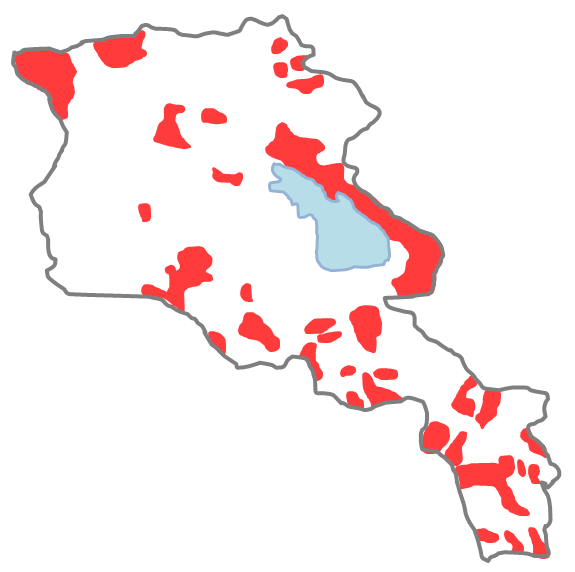
Azerowie w Armeńskiej SRR w 1962
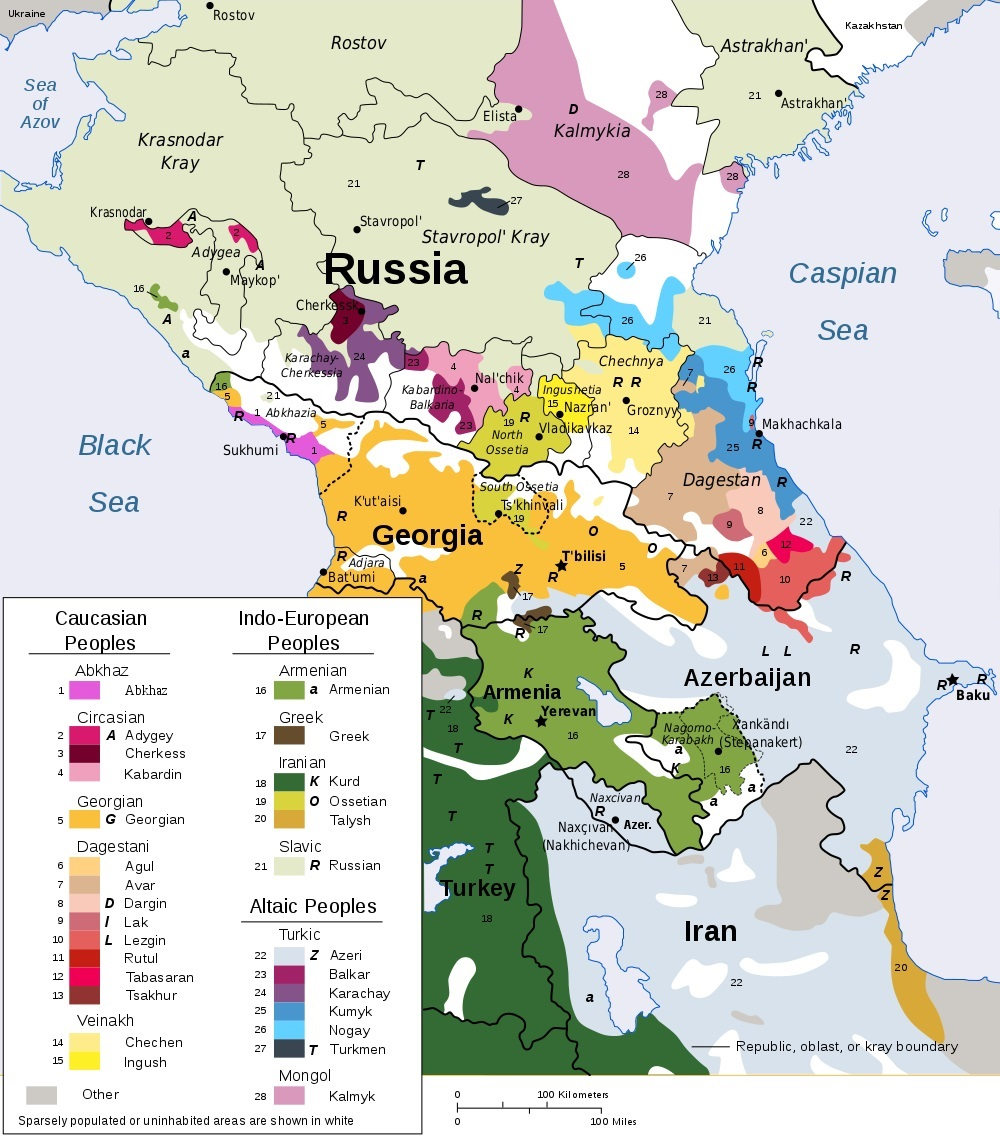
Azerowie na Kaukazie
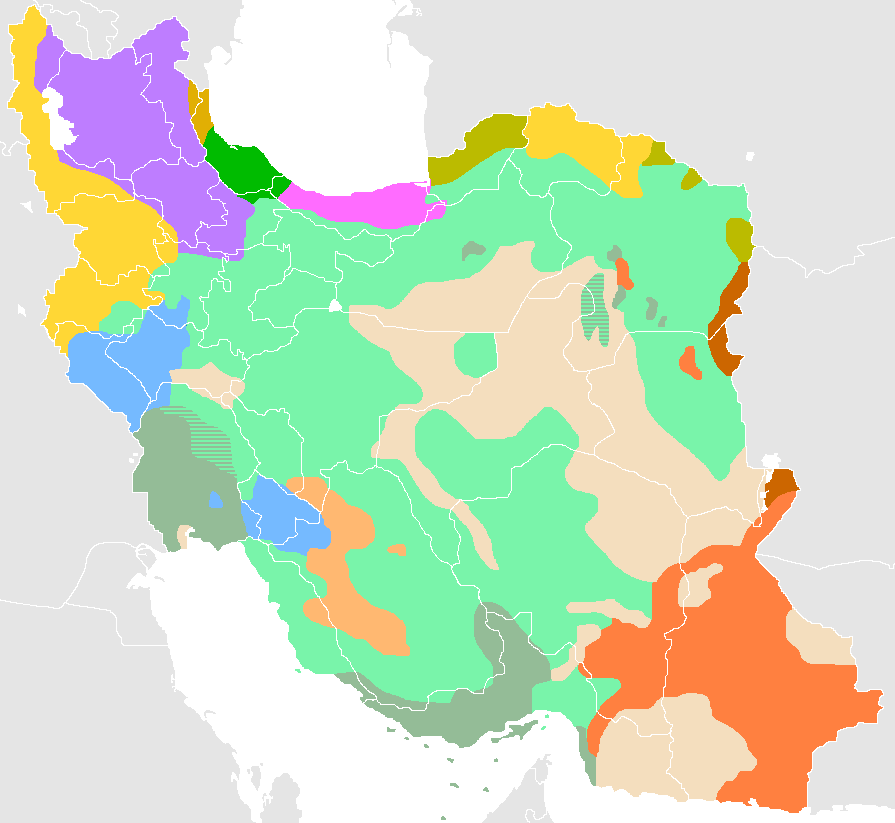
Azerowie w Iranie
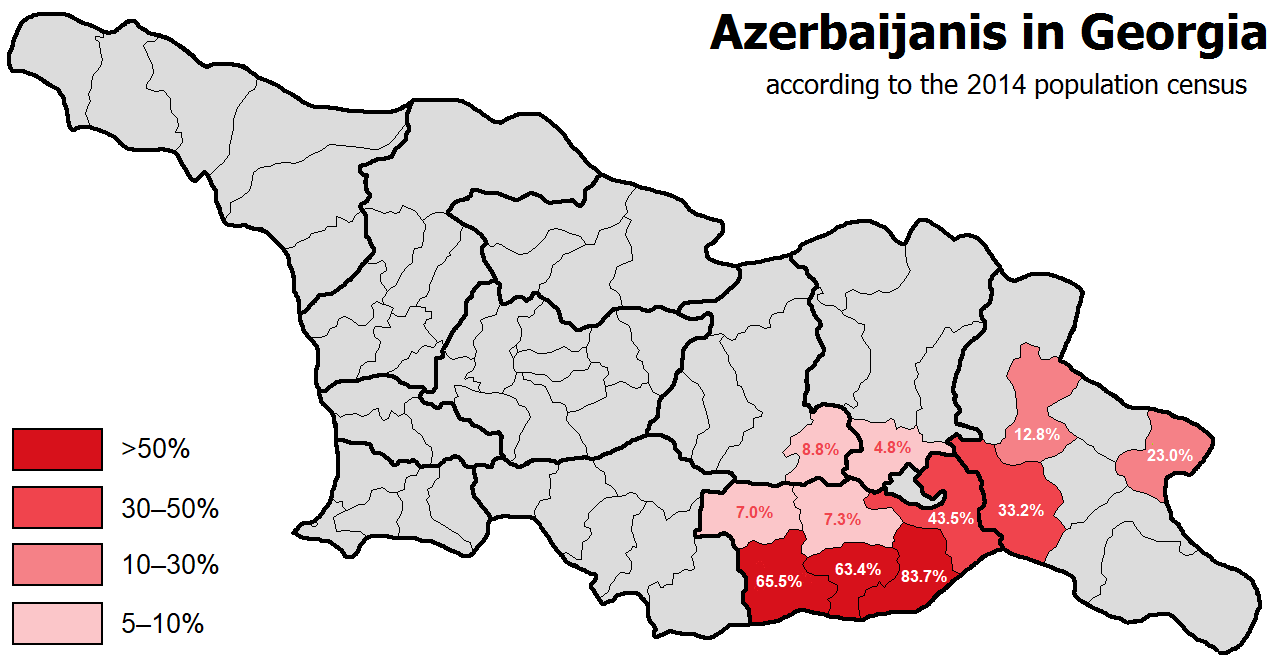
Azerowie w Gruzji w 2002

## Znani Azerowie
- Farah Pahlawi
- Fətəli xan Xoyski
- Mir-Hosejn Musawi
- Nəsib bəy Yusifbəyli
- Ali Daei – słynny irański piłkarz
- Şəhriyar Məmmədyarov – szachista
- Vüqar Həşimov – szachista
- Teymur Rəcəbov – szachista
- Zabit Samiedow
- Aziza Mustafa Zadeh
- Rəşid Behbudov
- Fuzûlî – poeta
- Isma’il I
- Husajn Chan Nachiczewański
- Lotfi Zadeh
- Veli bek Jedigar – oficer, pułkownik dyplomowany Wojska Polskiego i Armii Krajowej
- Wagit Alekperow – biznesmen, prezes spółki naftowej Łukoil
- Muslim Magomajew – azerski śpiewak operowy (baryton)
- Arash – szwedzki piosenkarz i producent muzyczny
- Aysel Teymurzadə – piosenkarka
- Farid Alakbarli – historyk